# Бармалей (мультфільм)
«Бармалей» — радянський мальований мультфільм 1941 року за казкою Корнея Чуковського, який створили на студії « Союзмультфільм » режисери Леонід Амальрік  та Володимир Полковников  .
Так як мультфільм знятий тими ж режисерами і використовує той же художній стиль і дизайн Айболита, що і Лімпопо, знятий за казкою (Лімпопо був Чуковського ), «Бармалея» можна вважати його продовженням . Це частково простежується й у повоєнному мультфільмі. І можна побачити Айболіта у мультфільмі "Павлиний хвіст"

## Сюжет
За мотивами однойменної казки До. І. Чуковського про кровожерливого розбійника Бармалея .

## Творці
- Режисери: Леонід Амальрік, Володимир Полковников
- Сценарист - Корній Чуковський
- Композитор - Микита Богословський
- Художник - Микола Радлов
- ст. художник - Яків Рейтман
- Помічник режисера — Надія Привалова
- Оператор - Михайло Друян
- Звукооператор - С. Ренський
- Художники-мультиплікатори: Ламіс Бредіс, Фаїна Єпіфанова, Валентин Лалаянц, Лідія Резцова, Роман Давидов, Олександр Біляков, Лев Попов, Є.В. Міліоті, Б. Петін

Ролі озвучували: Леонід Пирогов, Юлія Юльська, Андрій Тутишкін .

## Про мультфільм
Саме в 1939-41 роки на новій студії «Союзмультфільм» стали з'являтися стрічки, що згодом увійшли до «золотого фонду» вітчизняного кіно — «Лімпопо» та «Бармалей» Леоніда Амальрика та Володимира Полковникова та ін. Їх появою відзначено початок радянської школи боку звернено фільм. Зразком для мультиплікаторів і доказом можливості зображення в мультиплікації позитивного людського образу став доктор Айболіт з картини Л. А. Амальрика і В. І. Полковникова «Лімпопо» (1939).— Георгий Бородин

## Перевидання на відео
Мультфільм випускався у збірці мультфільмів «Мойдодир і компанія» , дистриб'ютор - СОЮЗ.